# 爆発オンパレード
『爆発オンパレード』（ばくはつオンパレード）は、ウルフルズ1枚目のアルバム。1992年6月17日発売。発売元は東芝EMI。

## 解説
同年5月13日にシングル「やぶれかぶれ」でメジャー・デビューしたウルフルズ初のオリジナル・アルバム。同シングル表題曲・カップリング曲を含めた全14曲を収録。
1992年盤CDは既に廃盤。1994年12月14日にジャケットデザインを変更して再発売。2012年1月25日、「EMI ROCKS The First」シリーズのひとつとして92年盤のジャケットでデジタルリマスター及び新たな解説を含め再々発売。
再発売にあたって、92年盤の2曲目収録「シャッター切るよ」のコーラス部分にある「バカチョン」（歌詞カード上は記載なし）という言葉の都合上、同曲のみ未収録の全13曲となっている。
収録曲の「いい女」はライブの締めの定番曲となっている。

## メンバー・演奏者
- トータス松本 - ボーカル・ギター・ハーモニカ
- ジョン・B・チョッパー - ベース・コーラス
- サンコンJr. - ドラムス・コーラス
- ウルフルケイスケ - ギター・コーラス

## 収録曲
全曲・作詞・作曲：トータス、ケイスケ（作詞、作曲：#11、特記以外）、編曲：ウルフルズ

### CD
| #         | タイトル                    | 作詞                           | 作曲               | 時間  |
| --------- | --------------------------- | ------------------------------ | ------------------ | ----- |
| 1.        | 「ハッスル」                | トータス、ケイスケ             | トータス、ケイスケ | 2:11  |
| 2.        | 「シャッター切るよ」        | トータス、ケイスケ             | トータス、ケイスケ | 2:53  |
| 3.        | 「ばっかりすっきり」        | トータス、ケイスケ             | トータス、ケイスケ | 2:57  |
| 4.        | 「ぼくの方がいいのに」      | トータス、ケイスケ             | トータス、ケイスケ | 2:09  |
| 5.        | 「パパイヤ・ママイヤ」      | トータス、ケイスケ             | トータス、ケイスケ | 3:23  |
| 6.        | 「逃げろ」                  | トータス、ケイスケ             | トータス、ケイスケ | 0:52  |
| 7.        | 「誰よりも」                | トータス、ケイスケ             | トータス、ケイスケ | 2:24  |
| 8.        | 「レコードまわすよ」        | トータス、ケイスケ             | トータス、ケイスケ | 3:00  |
| 9.        | 「いい女」                  | トータス、ケイスケ             | トータス、ケイスケ | 4:21  |
| 10.       | 「悲しくない」              | トータス、ケイスケ             | トータス、ケイスケ | 2:42  |
| 11.       | 「いつも元気 (Good Times)」 | サム・クック（訳詞：トータス） | サム・クック       | 3:00  |
| 12.       | 「帰ろう」                  | トータス、ケイスケ             | トータス、ケイスケ | 3:55  |
| 13.       | 「いい儲け」                | トータス、ケイスケ             | トータス、ケイスケ | 1:59  |
| 14.       | 「やぶれかぶれ」            | トータス、ケイスケ             | トータス、ケイスケ | 4:09  |
| 合計時間: | 合計時間:                   | 合計時間:                      | 合計時間:          | 39:55 |

| #         | タイトル                    | 作詞  | 作曲・編曲 | 時間 |
| --------- | --------------------------- | ----- | ---------- | ---- |
| 1.        | 「ハッスル」                |       |            | 2:11 |
| 2.        | 「ばっかりすっきり」        |       |            | 2:57 |
| 3.        | 「ぼくの方がいいのに」      |       |            | 2:09 |
| 4.        | 「パパイヤ・ママイヤ」      |       |            | 3:23 |
| 5.        | 「逃げろ」                  |       |            | 0:52 |
| 6.        | 「誰よりも」                |       |            | 2:24 |
| 7.        | 「レコードまわすよ」        |       |            | 3:00 |
| 8.        | 「いい女」                  |       |            | 4:21 |
| 9.        | 「悲しくない」              |       |            | 2:42 |
| 10.       | 「いつも元気 (Good Times)」 |       |            | 3:00 |
| 11.       | 「帰ろう」                  |       |            | 3:55 |
| 12.       | 「いい儲け」                |       |            | 1:59 |
| 13.       | 「やぶれかぶれ」            |       |            | 4:09 |
| 合計時間: | 合計時間:                   | 37:02 |            |      |